# Riadas de Cerdeña de 2013

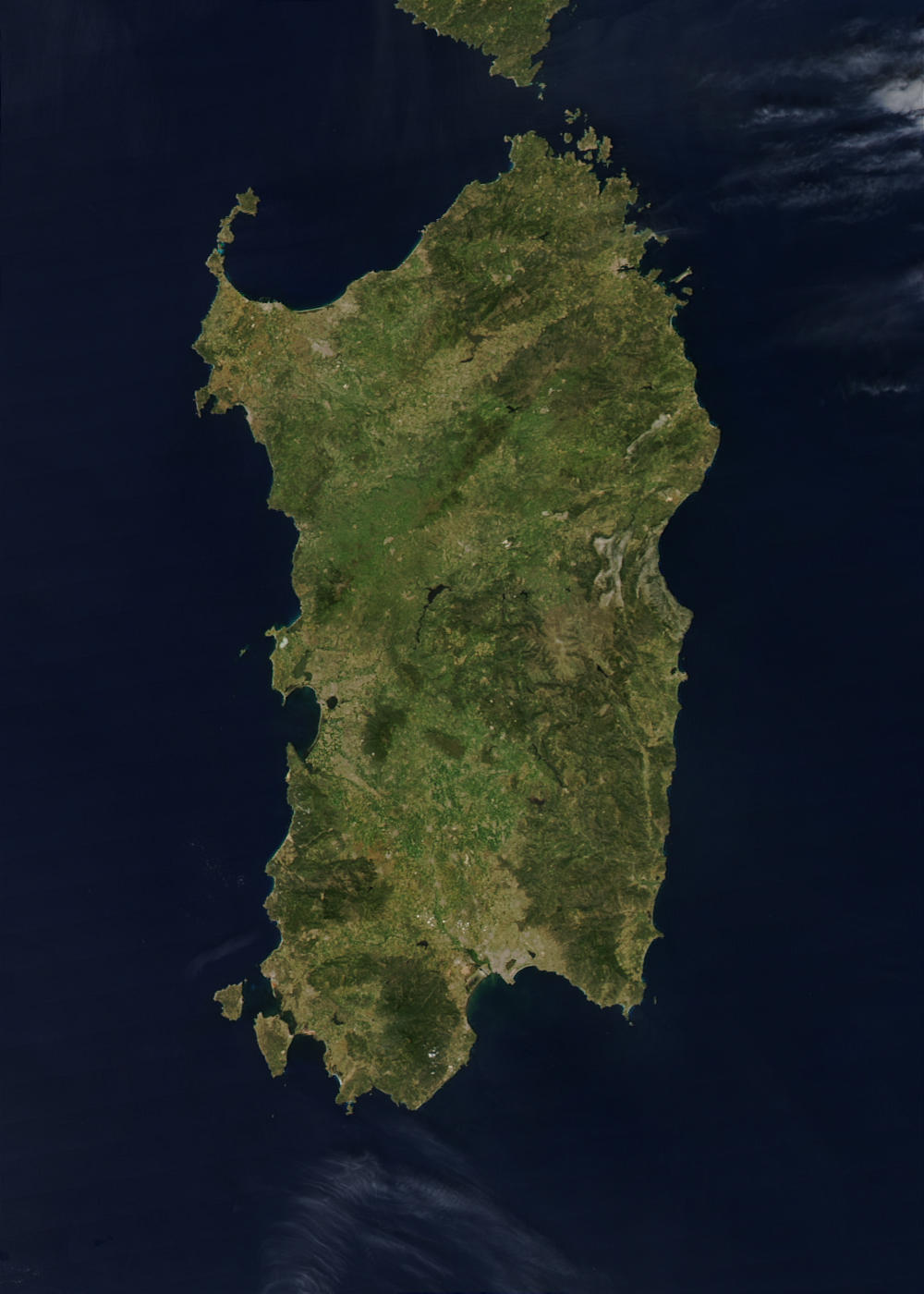
Vista satélite de Cerdeña.

Las riadas de Cerdeña (también conocida como Ciclón Cleopatra) fueron un desastre natural producido entre los días 17 y 19 de noviembre de 2013 en el norte de la isla de Cerdeña, Italia a causa de los desbordamientos de los ríos a causa del paso del ciclón Cleopatra. Como resultado de las inundaciones, fallecieron 18 personas y más de un millar de damnificados perdieron sus hogares. Las zonas más afectadas fueron Olbia y la región de Gallura y se estima que los daños alcancen los 30 millones de euros.
Tras el paso del ciclón, estuvo lloviendo durante dos días con el consecuente colapso de los ríos y los sistemas de alcantarillados de varias localidades como Torpè, Olbia, Nuoro y Oristán.
Ante la situación, el primer ministro de Italia: Enrico Letta declaró el estado de emergencia y se comprometió a ayudar en la reconstrucción con 20 millones de euros.